# Acalypha grisea
Acalypha grisea é uma espécie de flor do gênero Acalypha, pertencente à família Euphorbiaceae.